# Cannabivarine
La cannabivarine, également connue sous le nom de cannabivarol ou CBV, est un cannabinoïde non-psychoactif présent dans des quantités mineures du chanvre Cannabis sativa.
Il est un analogue du cannabinol (CBN) avec la chaîne latérale raccourcie par deux ponts méthylène (-CH2-). Le CBV est un produit d'oxydation de la tétrahydrocannabivarine (THCV, THV).
Il n'a pas d'isomères de double liaison, ni de stéréoisomères. Il n'est pas prévu dans la convention sur les substances psychotropes.